# Kerr Stuart

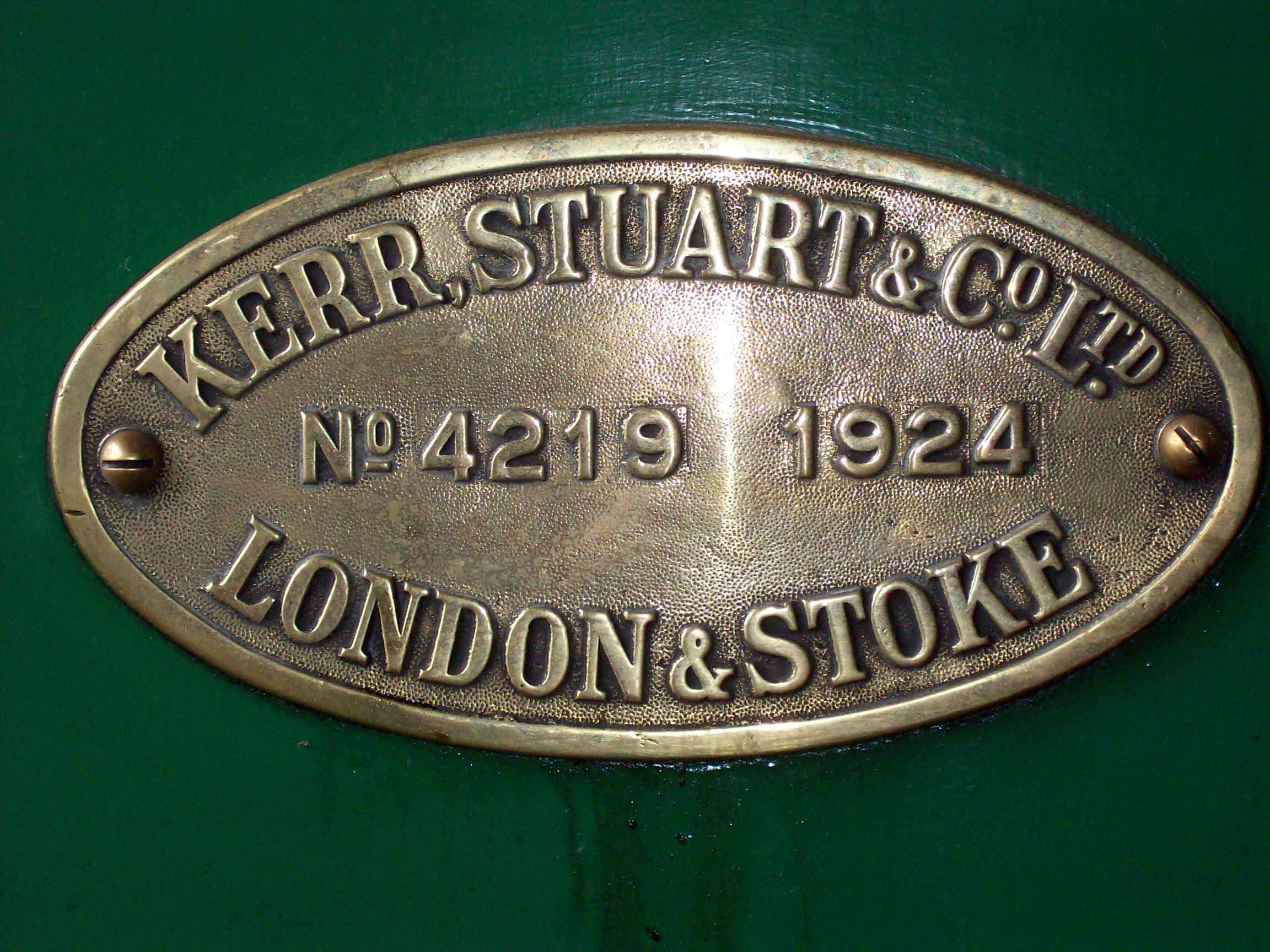
Works plate from Sittingbourne and Kemsley Light Railway Melior

Kerr, Stuart and Company Ltd foi um fabricante de locomotivas de Stoke-on-Trent, Inglaterra.